# 飛鳥井雅經
飛鳥井雅經（日语：／ Asukai Masatsune */?，1170年—1221年4月5日），又稱藤原雅經（日语：／ Fujiwara no Masatsune */?），是日本平安時代後期至鎌倉時代初期的公卿和歌人，官位是從三位參議，難波家出身，飛鳥井家和蹴鞠流派飛鳥井流之祖，也是《百人一首》歌人和新三十六歌仙之一。

## 生平
根據《玉葉》和《山槐記》記載，雅經在治承3年正月5日（1179年2月13日）敘從五位下，《公卿補任》和《尊卑分脈》則記載是治承4年11月11日（1180年11月29日）。根據《吉記》記載，他在養和元年9月23日（1181年11月1日）就任皇太后宮權大進，文治元年12月29日（1186年1月21日）就任近江守，同時其父難波賴經一度因為支持源義經而被決議流放，不過在後白河院的介入下未有實行，不過根據《仲資王記》記載，賴經最終在文治5年3月11日（1189年3月29日）被流放至伊豆國，雅經之兄宗長根據《尊卑分脈》記載，也同時被解官。另一方面，根據《革匊別記》建久8年2月25日（1197年3月15日）條記載，雅經反而在鎌倉成為源賴朝的猶子，根據久曾神昇的推測，雅經在建久6年（1195年）時甚至迎娶大江廣元之女。建久8年正月7日（1197年1月26日），雅經獲後鳥羽天皇下達御教書，命其上洛，其後他多次在天皇前表演蹴鞠和篳篥，根據《豬隈關白記》同年4月8日（4月26日）條記載，他當時已經是侍從，《公卿補任》和《尊卑分脈》則記載他是在同年12月15日（1198年1月23日）才擔任侍從。
建久9年正月5日（1198年2月12日），雅經升至從五位上，同年正月11日（2月18日），後鳥羽天皇退位，根據《三長記》記載，雅經名列為院殿上人之一。正治3年1月29日（1201年3月5日），他兼任越前介，並且就任右近衛少將，翌年正月5日（1202年1月30日）升正五位下（從三位源朝臣給）。元久2年正月29日，根據《公卿補任》和《明月記》記載，他就任為加賀權介，《尊卑分脈》則記載為加賀介，元久3年正月6日（1206年2月15日）升從四位下，根據《公卿補任》記載，他在同年正月13日（2月22日）還任為左近衛少將，承元2年12月9日（1209年1月16日）升任左近衛中將，承元3年正月13日（1209年2月18日）兼任周防權介。承元4年正月6日（1210年2月1日），他升至從四位上，建保2年正月5日（1214年2月16日）升正四位下，同年正月13日（2月24日）出任伊予介，建保4年3月28日（1216年4月16日）就任右兵衛督。建保6年正月5日（1218年2月1日），雅經升至從三位，承久2年12月18日（1221年1月13日）就任參議，翌年正月13日（1221年2月6日）兼任美作權守，同年3月11日（4月5日）死去，享年52歲。

## 和歌
| 敕撰和歌集     | 新編國歌大觀編號 |
| -------------- | --- |
| 新古今和歌集   | 74、93、94、145、184、298、364、436、483、561、604、610、652、940、955、958、1094、1315、1333、1456、1668、1763、2005 |
| 新敕撰和歌集   | 108、149、183、246、291、336、342、359、431、529、564、682、745、761、780、781、974、1169、1173、1307                 |
| 續後撰和歌集   | 7、28、194、212、226、268、426、599、929                                                                              |
| 續古今和歌集   | 294、448、484、571、585、866、891、915、948、1024、1187、1474、1510、1877                                             |
| 續拾遺和歌集   | 5、60、93、100、209、432、436、757、784、891、1023、1370                                                              |
| 新後撰和歌集   | 52、689、727、856、993、997、1445                                                                                     |
| 玉葉和歌集     | 98、320、943、1155、2486、2793                                                                                        |
| 續千載和歌集   | 143、305、468、545、1453、1930                                                                                        |
| 續後拾遺和歌集 | 67、79、176、296、416                                                                                                 |
| 風雅和歌集     | 361 |
| 新千載和歌集   | 9、272、501、1135、2135、2136                                                                                         |
| 新拾遺和歌集   | 16、646、816、1501、1539                                                                                              |
| 新後拾遺和歌集 | 7、324、1191 |
| 新續古今和歌集 | 21、157、163、273、284、449、488、497、576、666、667、699、798、841、958、1227、1330、1805                            |

雅經總共有134首和歌收錄於敕撰和歌集，另有三首連歌收錄於《菟玖波集》，其中兩首是夏連歌（連歌大觀編號486、487、526和527），一首是羈旅連歌（連歌大觀編號3425和3426），師承於藤原俊成，《後鳥羽院御口傳》形容其創作和歌時千思萬慮，有格調的和歌雖然不多，但是足以反映其技巧（雅経はことに案じかへりて歌よみし者なり。いたくたけある歌などは、むねと多くは見えざりしかども、手だりと見えき），另一方面為了追求傑作，在運用本歌取和掛詞等技巧時有過於露骨的傾向，《八雲御抄》和《正徹物語》均直接批評其抄襲別人的和歌（人の歌をとる）。建仁元年7月20日（1201年8月20日），他獲任命為和歌所的寄人，同年11月3日（11月30日）與源通具、藤原有家、藤原定家、藤原家隆、寂蓮獲任命為《新古今和歌集》的撰者。

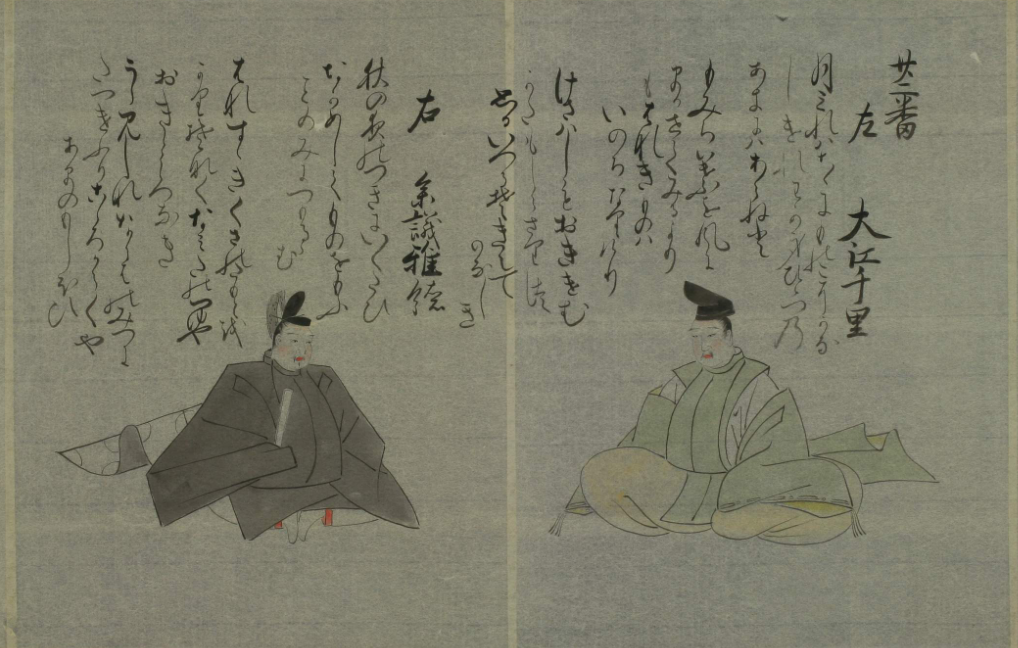
時代不同歌合中的大江千里和參議雅經

歌合方面，雅經曾經參與正治2年9月30日（1200年11月8日）的院當座歌合、同年9月至10月的仙洞十人歌合、同年12月28日（1201年2月3日）的石清水若宮歌合、建仁元年2月16日（1201年3月22日）和2月18日（3月24日）的老若五十首歌合、同年3月29日（5月3日）的新宮撰歌合、同年4月30日（6月2日）的鳥羽殿影供歌合、同年8月3日（9月1日）的和歌所影供歌合、同年8月15日（9月13日）的撰歌合、同年9月13日（10月11日）的和歌所影供歌合、同年12月28日（1202年1月23日）的石清水社歌合、建仁2年9月13日（1202年9月30日）的水無瀨戀十五首歌合、同年9月26日（10月13日）的若宮撰歌合、同年9月29日（10月16日）的水無瀨櫻宮十五番歌合、建仁3年6月16日（1203年7月25日）的影供歌合、同年7月15日（8月23日）的八幡若宮撰歌合、元久元年6月15日（1204年7月13日）的元久詩歌合、同年11月10日（12月2日）的春日社歌合、同年11月11日（12月3日）的北野宮歌合、建永元年7月25日（1206年8月30日）的卿相侍臣歌合、建永2年3月7日（1207年4月5日）的鴨御祖社歌合和賀茂別雷社歌合、承元2年5月29日（1208年7月13日）的住吉社歌合、承元3年（1209年）春天的長尾社歌合、建曆3年8月7日（1213年8月24日）的內裏歌合、同年9月13日（9月28日）的歌合、同年閏9月19日（11月3日）以及建保2年8月16日（1214年9月21日）的內裏歌合、同年9月30日（11月3日）的月卿雲客妬歌合、建保3年6月2日（1215年6月30日）的院四十五番歌合、同年6月11日（7月9日）的月卿雲客妬歌合、建保4年閏6月9日（1216年7月25日）的內裏百番歌合、建保5年8月15日（1217年9月17日）的右大將家歌合、同年9月的右大臣家歌合以及同年11月4日（12月4日）的冬題歌合等等。此外，他也獲選至建仁2年（1202年）的三百六十番歌合、建仁3年（1203年）春天的千五百番歌合、時代不同歌合和中古三十六人歌合（元曆）等等。
定數歌方面，雅經曾經參與建久9年5月20日（1198年6月26日）的鳥羽百首、正治2年（1201年）12月末的正治後度百首、正治3年2月8日（1201年3月14日）的十首和歌、建保4年（1216年）的後鳥羽院百首、承久2年10月14日（1220年11月10日）前成立的道助法親王家五十首等等。歌會方面，他曾經參與建仁3年11月23日（1203年12月27日）的俊成卿九十賀記、元久2年3月26日（1205年4月16日）的新古今竟宴和歌、建保6年8月13日（1218年9月4日）舉行的中殿御會以及承久2年2月13日（1220年3月19日）舉行的內裏和歌會等等。此外，他也有份創作承元元年（1207年）的最勝四天王院障子和歌。

## 百人一首
- 《小倉百人一首》
參議雅經
菱川師宣繪本
- 《小倉擬百人一首》
參議雅經
女天狐
歌川國芳的浮世繪

| 敕撰和歌集版本 | 《百人一首》版本 | 全日本歌牌協會版本 嵯峨嵐山文華館版本 | 中文譯本                                    |
| -------------- | ---------------- | ------------------------------------- | ------------------------------------------- |
|                |                  |                                       | 故國秋風起 蕭蕭吉野山 寒砧催夜盡 戶戶搗衣衫 |

這首和歌收錄於《新古今和歌集》卷第五「秋歌下」，新編國歌大觀編號是483，詞書是「表達搗衣之心」（擣衣の心を），根據家集《明日香井和歌集》的詞書記載，此歌是建仁2年8月25日（1202年9月12日）創作的百首歌中的其中一首，此和歌同時收錄於《寶篋院百首》（新編國歌大觀編號52的詞書）和《歌枕名寄》（新編國歌大觀編號2179），為坂上是則收錄在《古今和歌集》內作品（新編國歌大觀編號325）的本歌取，不僅首句和第四句完全一致，加上表現手法也非常類似而被指抄襲。儘管如此，此歌不但將本歌的冬天改成秋天，也從原本的雪轉換成秋風與砧，感觀上從視覺變成聽覺，從而表達在故鄉聽到清脆的搗衣聲時帶來的更強寂寥感，同時此歌也承襲李白的《子夜吳歌》中的「長安一片月，萬戶搗衣聲，秋風吹不盡」的詩句，融入了哀愁感。此外，松尾芭蕉在《野遊紀行》中，以此歌為背景創作了一首俳句：「山寺宿傍僧，房主之妻夜靜時，請作搗衣聲。」（古典俳文學大系編號16）。
首句和第二句是指吉野之山的秋風，其中是表示美稱的接頭辭，（吉野）是歌枕，一般給人的印象是雪或櫻花，此歌雖然是秋歌，但是由於本歌是以雪為題材，因此在這裡也蘊含強調寒意的意思，是格助詞，山和（秋風）則是名詞。第三句是指漸入夜深，其中是表示美稱的接頭辭，（夜）是指晚上，是下二段動詞（夜深）的連用形，是表示順接的接續助詞，承接上句的秋風，作為謂語在句末補上（起風）來解讀。第三句是指故地寒冷，其中不但指故鄉或故里，這是由於天武天皇曾經在此設離宮（吉野宮），因此還有古都的意思，是指寒冷，除了指故地寒冷外，同時引伸至末句。末句是指能夠聽到搗衣時的聲音，其中指搗衣，是表示感嘆的助動詞，同時有斷定或推定的意思，斷定的話（搗）是連體形，推定的話便是終止形。

## 家集
雅經的家集是《明日香井和歌集》，又稱《明日香井集》，名稱源自飛鳥井家（日語中明日香和飛鳥井發音相同），由雅經之孫飛鳥井雅有在永仁2年（1294年）春天編成，收錄歌數達1,672首，分為上下兩冊，上冊收錄九種百首歌、三種五十首歌以及一種障子歌，按年代先後排列，下冊則是幾乎按年代先後，收錄歌合和歌會的和歌，之後才是春、夏、秋、冬和雜歌，其中從鳥羽百首至春日社歌合為止的和歌均可以查證到創作年份。
版本方面，各種家集均屬於同一系統，《新編國歌大觀》、《私家集大成》和《新編私家集大成》底本是日本大學綜合圖書館藏本，是長27.2厘米，寬20厘米的袋綴，分為上下兩冊，焦茶襴金絲菊牡丹蔓草紋封面，中央是寫有「明日香井和謌集上（下）」的小短冊題簽，封面背面是布目金箔，正文料紙是楮紙，曾經以裏打的方式來修補。上冊64頁著墨，下冊則是57頁著墨，兩冊同樣是在第一頁紙的背面開始書寫，一面十二行，和歌一行，內文有以細字補上的七首和歌，分別是第1074首、第1471首、第1472首、第1536首、第1540首、第1647首和第1660首，另有貼紙三張，補上十首和歌，分別是第1018首至第1022首、第1085首至第1087首、第1239首和第1240首，這17首和歌也是此版本的獨有歌，另外也指出第32首、第68首、第91首、第318首、第751首、第844首、第903首、第1123首、第1390首、第1577首和第1578首等等為重複歌，兩冊均有奧書，記載此版本原由雅有於永仁2年春天編成，為飛鳥井雅親在飛鳥井家藏本弄丟後借冷泉為富的藏本抄寫而成。
此版本的轉寫本有北海學園大學附屬圖書館北駕文庫藏本、彰考館文庫葳本、宮內廳書陵部藏本（書架編號501·100）、靜嘉堂文庫藏本、國立公文書館內閣文庫藏本（書架編號201·493）、岡山大學附屬圖書館池田家文庫藏本、肥前島原松平文庫藏本以及群書類從本等等。此外，宮內廳書陵部藏本（書架編號266·709）、國立歷史民俗博物館藏高松宮舊藏本、日本女子大學國文學研究室藏本以及西尾市立圖書館岩瀨文庫藏本等等則有雅親之弟和猶子飛鳥井雅康在文明15年5月10日（1483年6月15日）奉足利義尚之命寫成的奧書。各版本中歷史最悠久的版本是冷泉家時雨亭文庫藏本，為綴葉裝，內題是「明日香井和謌集上（下）」，相對於日本大學綜合圖書館藏本，缺少344首和歌，用字和注記等也略有不同，根據奧書記載，此版本成書於嘉元2年10月28日（1304年11月26日）。由於此版本的上冊奧書與日本大學綜合圖書館藏本的奧書相同，因此推測是其祖本，也就是說冷泉為富藏本可能就是此版本或其轉寫本。

## 古筆
以雅經為傳稱筆者的古筆有古今和歌集斷簡今城切、熊野懷紙（「遠山落葉 海邊晚望」、「山路眺望 暮里神樂」和「行路冰 暮炭竈」）、德川美術館藏源氏物語繪卷甲卷「竹河」、「橋姬」、「蓬生」、「關屋」和「繪合」的詞書、和漢朗詠集斷簡長谷切、藤原雅經懷紙（「曉紅葉」和「十月」）、銀切箔和漢朗詠集切、二荒山本後撰和歌集以及伴大納言繪詞的詞書等等，其中僅有熊野懷紙以及藤原雅經懷紙（「曉紅葉」和「十月」）是真蹟，另一方面今城切、二荒山本後撰和歌集和伴大納言繪詞的詞書等實際上是藤原教長的筆跡。
| 名稱                                          | 名義                                          | 所藏             | 指定日期       | 指定類型   | 參考資料      |
| --------------------------------------------- | --------------------------------------------- | ---------------- | -------------- | ---------- | ------------- |
| 今城切                                        | 手鑑（月台）七十八葉                          | 東京國立博物館   | 1938年7月4日   | 重要文化財 | [ 28 ] [ 29 ] |
| 和漢朗詠集卷上斷簡（長谷切）                  | 手鑑「藻鹽草」（二百四十二葉）                | 京都國立博物館   | 1952年3月29日  | 國寶       | [ 30 ] [ 31 ] |
| 熊野懷紙（飛鳥井雅經筆「行路冰 暮炭竃」）     | 熊野懷紙（飛鳥井雅經筆「行路冰 暮炭竃」）     | 東京國立博物館   | 1959年6月27日  | 重要文化財 | [ 32 ]        |
| 熊野懷紙（飛鳥井雅經筆「山路眺望 暮里神樂」） | 熊野懷紙（飛鳥井雅經筆「山路眺望 暮里神樂」） | 湯木美術館       | 1959年12月18日 | 重要文化財 | [ 33 ]        |
| 飛鳥井雅經筆懷紙（詠曉紅葉和歌）              | 飛鳥井雅經筆懷紙（詠曉紅葉和歌）              | 根津美術館       | 1959年12月18日 | 重要文化財 | [ 34 ]        |
| 明日香井和歌集                                | 私家集                                        | 冷泉家時雨亭文庫 | 2002年6月26日  | 重要文化財 | [ 35 ] [ 36 ] |

### 註解
1. ↑  詞書是指該和歌的主題和寫作動機等相關事宜以及用作說明繪卷的文章[14]。

## 外部連結
- . 國書數據庫 （日语）.
- . 國際日本文化研究中心和歌數據庫 （日语）.[